# Tumua Manu
Pour les articles homonymes, voir Manu.
Pas d'image ? Cliquez ici

a Compétitions nationales et continentales officielles uniquement.

b Matchs officiels uniquement.
Dernière mise à jour le 10 juillet 2024.
Tumua Manu (connu initialement sous le nom de Potoae Sasagi) né le 18 avril 1993 à Apia (Samoa), est un joueur international samoan de rugby à XV. Il joue aux postes de centre ou d'ailier avec la Section paloise en Top 14.

## Biographie

### Jeunesse aux Samoa
Tumua Manu est né à Apia aux Samoa, et grandit non loin dans le village d'Afega. Son nom de naissance est Potoae Sasagi, et c'est par ce nom qu'il est connu jusqu'à ses 21 ans. Il fait partie d'une famille nombreuse, ayant six frères et une sœur.
Il est scolarisé dans un premier temps au Sagaga College, avant de terminer sa formation au Leulumoega Fou College, où il joue au rugby à XV avec l'équipe de l'établissement. Il joue alors au poste de demi d'ouverture. Après avoir terminé sa scolarité, il joue pour le club amateur de Laumua O Tumua.
En sélection, il représente d'abord celle des moins de 18 ans, avant de jouer pour l'équipe samoane des moins de 20 ans entre 2012 et 2013. Avec cette dernière équipe, il participe à deux reprises au Championnat du monde junior,. Joueur polyvalent, il est alors utilisé aux postes de demi d'ouverture, centre et arrière.

### Début de carrière en Nouvelle-Zélande
Potoae Sasagi, tel qu'il est connu à l'époque, décide d'émigrer en Nouvelle-Zélande à l'âge de 21 ans, afin de faire carrière dans le rugby. C'est à ce moment qu'il change son nom pour Tumua Manu. Il adopte son nom sur le conseil de son oncle, chez qui il s'installe à Auckland, « Tumua » étant son second prénom, et « Manu » le nom de son grand-père. Son arrivée dans ce nouveau pays est difficile dans un premier temps, pour lui qui découvre une nouvelle langue et une nouvelle culture.
Il rejoint alors le club amateur des College Rifles, évoluant dans le championnat de la région d'Auckland. Cependant, il subit fin 2015 une grave blessure au genou lors d'un match de rugby à sept, ce qu'il l'écarte des terrains pendant près d'un an. De retour en 2017, il est alors l'auteur de performances remarquées avec son club,.
Ses performances en club lui permette alors d'obtenir un contrat professionnel avec la province d'Auckland pour la saison 2017 de National Provincial Championship (NPC),. Il joue son premier match le 30 août 2017, contre Waikato. Il joue un total de quatre rencontres lors de la saisons, dont trois titularisations au poste d'ailier.
Dans la foulée de cette première saison au niveau provincial, il fait partie de l'effectif élargi de la franchise des Blues au début de la saison 2018 de Super Rugby, et a l'occasion de jouer un match de préparation. Plus tard dans la saison, des blessures au sein de la ligne de trois-quarts lui offrent l'opportunité de signer un contrat court avec la franchise. Il fait ses débuts en Super Rugby le 20 avril 2018, en tant que remplaçant face aux Highlanders. Il marque un essai à cette occasion. Il joue par la suite trois autres matchs, étant titularisé à l'aile, et inscrit deux essais supplémentaires.
Plus tard en 2018, il dispute sa deuxième saison avec Auckland, durant laquelle il se fixe au poste de second centre, et se montre performant,. Il inscrit sept essais en douze matchs lors de cette saison. Au terme de la saison, Auckland gagne la finale l'opposant à Canterbury après prolongation, et remporte son premier titre de NPC depuis 2007. Il inscrit un essai lors de ce match.
Après cette saison pleine, il est recruté par la franchise des Chiefs pour la saison 2019 de Super Rugby. Il devient immédiatement un joueur important de sa nouvelle équipe, disputant seize matchs sur les dix-sept possible, dont treize en tant que titulaire,.
Lors de sa seconde saison aux Chiefs, il voit son temps de jeu nettement diminuer, notamment devant l'émergence de Quinn Tupaea, et ne fait que quatre apparitions au total.

### Carrière en France
En 2020, Tumua Manu s'engage pour deux saisons avec le club français de la Section paloise, évoluant en Top 14. Il arrive à Pau qu'en décembre 2020, après avoir terminé la saison de NPC avec Auckland. Il joue son premier match sous ses nouvelles couleurs le 27 décembre 2020 face au Stade français. Il s'impose dès son arrivée comme un cadre au poste de second centre, et termine la saison avec quinze rencontres jouées,,.
Au début de sa seconde saison, il prolonge son contrat avec la Section pour deux saisons supplémentaires, soit jusqu'en 2024. Lors de la saison 2021-2022, il continue de faire montrer ses qualités de vitesse et de perforation, au point d'être considéré comme l'un des meilleurs joueurs à son poste dans le championnat de France,.
En juin 2022, il est sélectionné pour la première fois avec l'équipe des Samoa pour participer à la Coupe des nations du Pacifique 2022. Il connaît sa première sélection le 9 juillet 2022 contre les Tonga. Il dispute deux matchs de la compétition, qui est remportée par son équipe,.
Avec Pau, il manque les trois premiers mois de la saison 2022-2023, à la suite d'une blessure au quadriceps. À son retour il joue davantage au poste de premier centre, à la suite du recrutement d'Émilien Gailleton,.
En juin 2023, il est sélectionné au sein du groupe samoan retenu pour préparer la Coupe du monde 2023 en France. Le 6 août 2023, il est annoncé au sein du groupe définitif pour participer au Mondial en France,. Après seulement une victoire en trois matchs, son pays est éliminé à l'issue de la phase de poule, tandis que Manu joue les quatre matchs de son équipe en tant que titulaire.
En janvier 2024, il se réengage avec la Section paloise jusqu'en 2027. Lors de la saison 2023-2024, en raison de la Coupe du monde et perturbé par les blessures, il ne fait que neuf apparitions sous le maillot palois,,.

## Palmarès

### En club
- Vainqueur de la National Provincial Championship en 2018 avec Auckland.

### En équipe nationale
- Vainqueur de la Coupe des nations du Pacifique en 2022 avec les Samoa.

## Statistiques internationales
- 11 sélections avec les Samoa depuis 2022.
- 25 points (5 essais).
- Sélections par années : 4 en 2022, 7 en 2023.

- Participation à la Coupe du monde en 2023 (4 matchs).